# Barbe-Bleue (film, 1951)
Pour les articles homonymes, voir Barbe-Bleue (homonymie).
Pour plus de détails, voir Fiche technique et Distribution.
Barbe-Bleue (allemand : Blaubart ) est un film franco-germano-suisse réalisé par Christian-Jaque, sorti en 1951.

## Synopsis
Le comte Amédée de Salfère, dit Barbe-Bleue, veuf pour la sixième fois, se met en quête de sa septième femme. Les filles à marier redoutent le châtelain en raison de sa réputation de tyran et d'assassin. Toutefois Aline, la fille de l'aubergiste, n'éprouve pas une telle crainte à l'égard de Barbe-Bleue : afin de la rencontrer, elle prend la place de la fille d'un chevalier qui a été invitée au bal donné par le comte.

## Fiche technique
- Titre : Barbe-Bleue
- Titre allemand : Blaubart
- Réalisation : Christian-Jaque
- Scénario : André-Paul Antoine, d'après l'œuvre de Charles Perrault (Contes de ma mère l'Oye)
- Adaptation : Jean Bernard-Luc et Christian-Jaque
- Dialogues : Henri Jeanson
- Décors : Georges Wakhevitch
- Costumes : Georges Wakhevitch, Jean Zay
- Photographie : Christian Matras en Technicolor
- Son : Robert Biart
- Musique : Gérard Calvi
- Montage : Jacques Desagneaux
- Cadrage : Alain Douarinou
- Société de production : Alcina (Paris)
- Producteur : Paul-Edmond Decharme
- Directeurs de production : Marcel Bertrou, Louis Wipf
- Pays d'origine :  France |  Suisse |  Allemagne de l'Ouest
- Langue : français
- Format : Couleur - 35 mm procédé Technicolor
- Genre : comédie noire
- Durée :  99 minutes (1 h 39)
- Date de sortie : 
  - France : 28 septembre 1951
- Affiche : Robert Levêque (France)

## Distribution

### Version française
- Pierre Brasseur : Amédée de Salfère dit Barbe-Bleue
- Cécile Aubry : Aline
- Jean Debucourt : le majordome
- Robert Arnoux : Mathieu les grands pieds
- Jacques Sernas : Giglio
- Geneviève Gérald : Anny Fling
- Georges Chamarat : le chapelain
- Elly Norden : Cunégonde von Kronberg Meinsnichtsgonfried
- Fernand Rauzéna : Giuseppe
- Diana Bel : Elvira Del Mare
- Carl Wery
- Fred Barius
- Gérard Calvi
- Denise Corman : Valentine
- Espanita Cortez : Carmen Esméralda Dulcinée de La Yotta
- Henri Cote
- Robert Dartois : le comte de Lurdes
- Fernand Fabre : l'envoyé de l'empereur
- Ina Hallay : Anne
- Reggie Nalder : le capitaine des gardes
- Aziza Néri : Leila de Timboli
- Phung Thi Nghiep : Kaou-Min-Quang
- Henri Rollan : le comte d'Etioles
- Made Siamé : la nourrice de Barbe-Bleue

### Version allemande
- Hans Albers : Comte Amédée, dit Barbe-Bleue
- Cécile Aubry : Aline, sa 7e épouse
- Fritz Kortner : Concierge
- Lina Carstens : Nourrice
- Arno Paulsen : Matthes
- Jacques Sernas : Florian
- Ina Halley : Anna
- Henri Rollan : Baron d'Étioles
- Denise Cormand : Valentine d'Etioles
- Carl Wery : Duc
- Reggie Nalder : Capitaine de la Garde
- Elly Claus : Cunégonde, l'Allemande
- Diane Lefort : Lucrèce, l'Italienne
- Espanita Cortez : Mercedes, l'Espagnole
- Geneviève Gérald : Lady Anny Fling, l'Écossaise
- Phung Thi Nghiep : Tschao Ming Kuong, la Chinoise
- Leila Fouad : Fatme, l'Arabe

## Autour du film
Le film s'éloigne du conte traditionnel popularisé par Charles Perrault. Dans la pièce où Aline accède grâce à la fameuse clé et où elle devrait trouver les corps des six premières femmes, ces femmes sont bien vivantes ! La « clé fée » n'est plus tachée du sang des femmes assassinées, mais de celui d'une blessure à la main droite d'Aline. Avec un certain humour, le comte Amédée, qui se voulait fidèle à sa réputation de Barbe-Bleue et qui avait dit que ses premières femmes étaient mortes, se révèle en fait beaucoup moins cruel que la Barbe Bleue de Perrault[source insuffisante].